# Scuola Saint-Joseph
La Scuola Saint-Joseph (in francese: École Saint-Joseph) è una scuola cattolica francese con sede a Solesmes, un comune francese situato nel dipartimento del Nord nella regione dell'Alta Francia. È stata fondata nel 1892 e la sua architettura è nota per essere tipica della regione. È collegato al distretto educativo Cambrai - Le Cateau-Cambrésis; l'arcidiocesi di Cambrai (in latino: Archidioecesis Cameracensis), una sede della Chiesa cattolica in Francia suffraganea dell'arcidiocesi di Lilla ed è ora contrattualmente regolato dall'Accademia di Lilla, una filiale del Ministero dell'educazione nazionale e della gioventù (in francese: Ministère de l'Education nationale et de la Jeunesse). Nel settembre 2019, ha più di trecento studenti.